# Mesosemia cyanira
Mesosemia cyanira is een vlindersoort uit de familie van de prachtvlinders (Riodinidae), onderfamilie Riodininae.
Mesosemia cyanira werd in 1909 beschreven door Stichel.